# Nochowo
Nochowo – wieś w Polsce, położona w województwie wielkopolskim, w powiecie śremskim, w gminie Śrem.

## Położenie
Wieś położona przy południowo-zachodniej granicy Śremu, przy drodze wojewódzkiej nr 432 z Leszna do Wrześni przez Śrem. We wsi znajduje się skrzyżowanie z drogą w powiecie śremskim nr 4073 do Dolska przez Mełpin. Komunikację ze wsi do miasta Śrem zapewnia komunikacja miejska w Śremie.

## Podział
| SIMC    | Nazwa           | Rodzaj    |
| ------- | --------------- | --------- |
| 0596470 | Nochowskie Huby | część wsi |
| 0596487 | Poniatówki      | część wsi |

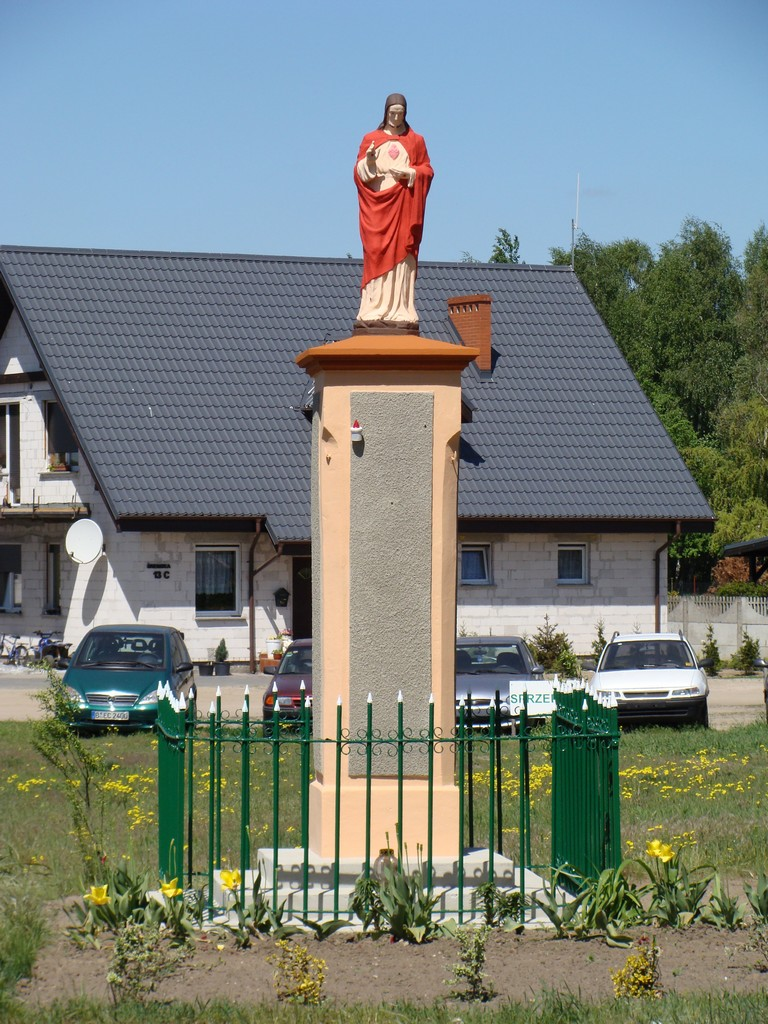
Figura Najświętszego Serca Jezusa

W latach 1975–1998 wieś administracyjnie należała do województwa poznańskiego.

## Historia
Miejscowość pierwotnie była związana z Wielkopolską. Istnieje co najmniej od drugiej połowy XIII wieku i ma średniowieczną metrykę. Pierwszy zachowany zapis pochodzi z łacińskiego dokumentu z 1292 gdzie odnotowano ją pod obecną nazwą „Nochowo”, 1415 „Nochowo”, 1416, według zachowanej relacji z XV wieku „Nochow”, 1425 „Nochovo”. Po rozbiorach Polski Niemcy używali także zgermanizowanej, niemieckiej nazwy Nochau.
Prawdopodobnie okolice miejscowości były zasiedlone jednak już wcześniej niż odnotowały to zachowane zapisy historyczne. Według XV wiecznej relacji na polach wsi Nochowo znajdowano w ziemi naczynia gliniane. Z tego powodu 7 lipca 1416 wieś odwiedził król polski Władysław II Jagiełło wraz z posłem Ernesta księcia Austrii. Król nakazał w kilku miejscach rozkopać ziemię w wyniku czego wydobyto wiele naczyń o różnych kształtach i rozmiarach. Wydarzenie to opisał polski historyk Jan Długosz w swoich rocznikach: Król oglądał jak rosną garnki wszelkiego rodzaju, same przez się, sztuką wyłącznie przyrody. Ten średniowieczny przekaz potwierdzony został w XX wieku badaniami terenowymi cmentarzyska popielnicowego kultury łużyckiej. Podczas badań archeologicznych na południowy-wschód od Szydłowskiej Góry oraz od szosy do Pełczyna odsłonięto nie datowane cmentarzysko rzędowe'
Początkowo wieś była królewszczyzną leżącą w dobrach śremskich, własnością monarszą, należącą do królów polskich. W 1523 leżała w powiecie kościańskim województwa poznańskiego w Koronie Królestwa Polskiego. W 1510 należała do parafii Śrem.
Pierwsze zapisy o wsi pochodzą z kancelarii księcia wielkopolskiego i późniejszego króla Polski  Przemysla II, który sprzedał sołtysowi Zachariaszowi oraz jego bratu Wilhelmowi wsie Zarmino i Nochowo w celu lokowania ich na prawie średzkim dołączając do nich wieś Drzonek, tak aby były w jednym ujeździe granicznym (łac. „limitacio, quod Polonice obiazd nuncupatur”). Wcześniej wieś ulokowano na prawie polskim i leżała ona w jednym ujeździe granicnym z wsiami Drzonek i Zarmino. Dokument odnotował również leżący w okolicy staw, bagna oraz wzgórza.
W 1440 nastąpiło rozgraniczenie dziedzin Szymanowo i Nochowo, w którym wspomniano bagno „Przechód” (oryg „Przechod alias Błoto”) oraz „Jeżewą Górę” wzgórze leżące pomiędzy Nochowem a Szymanowem. W 1499 odnotowano drogę z Błociszewa do Nochowa. W 1510 wspomniano młyn zbożowy zwany „Skrobacz” należący do miejscowego sołtysa, a w latach 1530, 1580 młyn wodny zwany korzecznikiem, czyli stojącym przy rzece.
W 1415 odnotowany został Tomisław sołtys nochowski. W 1425 Tomasz sołtys w Nochowie toczył spór sądowy z opatem klasztoru lubińskiego. W 1444 kmiecie z Nochowa mieli zapłacić plebanowi kościoła w Sobocie dwie grzywny w ramach dziesięciny. W 1423 (według zachowanej kopii z lat 1488-1492) z Nochowa pobierano dziesięcinę w postaci wiardunku. Należała ona do uposażenia archidiecezji śremskiej. W 1482 szlachcic Zachariasz sołtys nochowski kupił z zastrzeżeniem prawa wykupu od Andrzeja Międzychodzkiego 4 łany osiadłe w Międzychodzie koło Dolska oraz połowę toni na jeziorze w tej wsi za 40 złotych węgierskich. W 1510 dziesięcinę wiardunkową z Nochowa płacono do archidiecezji śremskiej. Do uposażenia plebana śremskiego należały dwa łany opuszczone w Nochowie oraz opłata zwana meszne z Nochalewa i korczyk pszenicy rocznie tytułem mesznego z młyna należącego do sołtysa.
W XVI wieku miejscowość notowano także w księgach podatkowych. W 1510 wieś należała do tenutariusza śremskiego Stanisława Lasockiego. Liczyła 16,5 łana osiadłego i 17 łanów opuszczonych. Sołectwo nochowskie miało 6 łanów i więcej, z czego sołtys uprawiał trzy łany, a czwarty łan uprawiał mieszczanin śremski Stanisław Zgon. Około 1,5 km na wschód od wsi stał młyn zwany „Skrobacz” (obecnie jest to nazwa części sąsiedniej wsi Pełczyn), który należał do sołtysa nochowskiego.  Kolejne dwa łany w miejscowości należały do uposażenia plebana śremskiego i wówczas były opuszczone. W latach 1521-1523 wieś Nochowo znajdowało się w starostwie śremskim. W latach 1530-1580 odnotowany został pobór podatków we wsi. W 1530 pobrano je od 3 łanów oraz 6 groszy od młyna korzecznego. W 1563 pobrano podatki od 18 łanów, 4 łanów sołtysich, karczmy dorocznej. W 1580 podatki zostały zapłacone od 14 łanów, karczmy dorocznej oraz od młyna korzecznego.
Od połowy XVI wieku wieś wchodziła w skład starostwa śremskiego i należała m.in. Opalińskich z Sierakowa. Następnie dzierżawili ją Czarneccy i Kinderowie. Wieś królewska starostwa śremskiego, pod koniec XVI wieku leżała w powiecie kościańskim województwa poznańskiego w Rzeczypospolitej Obojga Narodów. Wskutek II rozbioru Polski w 1793, miejscowość przeszła pod władanie Prus i jak cała Wielkopolska znalazła się w zaborze pruskim..
W 1921 majątek wydzierżawiło Towarzystwo Akcyjne „Spójnia”, powstała w 1917 spółka ogrodników, producentów nasion, wpisała do Rejestru Odmian Roślin Warzywnych ponad 100 własnych odmian roślin, w tym ogórka śremskiego.

## Obecnie
W Nochowie znajduje się Szkoła Podstawowa im. hr. Władysława Zamoyskiego. W roku szkolnym 2006/2007 do placówki uczęszczało 280 uczniów. Do świątków przydrożnych należy także barokowo-klasycystyczna kapliczka Matki Boskiej Różańcowej, figura Matki Boskiej Niepokalanie Poczętej z 1903, kapliczka Najświętszego Serca Jezusa z 1960, figura Krzyża Świętego, figura Najświętszego Serca Jezusa z 1935 oraz grota Matki Boskiej z Lourdes z 1929 przy ul. Wiejskiej.

## Urodzeni w Nochowie
- Kazimierz Idaszewski (1878-1965) – profesor Politechniki Lwowskiej, Śląskiej i Wrocławskiej, specjalista budowy maszyn elektrycznych i elektrochemii[15]
- bracia Antoni (1897-1922) i Władysław (1900-1920) Bartkowiakowie, piloci wojskowi, kawalerowie Orderu Wojennego Virtuti Militari:
- Marian Grześczak (1934-2010) – polski poeta.

## Zabytki
Zabytkiem chronionym prawem jest:
- Zespół dworski składający się z dworu z 1917; obecnie znajduje się w nim placówka naukowo-badawcza, która wyhodowała odmiany warzyw znane w całym kraju oraz parku z końca XIX wieku o powierzchni 2,5 ha[16].

Zabytkami w gminnej ewidencji zabytków są również:
- Zespół folwarczny – kolonia mieszkalna,
- Budynek szkoły z końca XIX wieku,
- Zabytkowy dom i zagroda przy ul. Wiejskiej,
- Figura Najświętszego Serca Jezusa z 1948 przy ul. Śremskiej i krzyż przydrożny z 1975 przy ul. Szkolnej[18].

## Demografia
Liczba mieszkańców miejscowości w poszczególnych latach:
| Rok  | Liczba mieszkańców |
| ---- | ------------------ |
| 1998 | 868                |
| 2002 | 988                |
| 2009 | 1289               |
| 2011 | 1403               |
| 2021 | 1921               |

Od roku 1998 do 2021 liczba osób żyjących w miejscowości zwiększyła się o 121,3%.